# Ypiranga Futebol Clube (Erechim)
O Ypiranga Futebol Clube (acrônimo YFC), também conhecido como Ypiranga de Erechim ou só Ypiranga, é um clube de futebol brasileiro com sede na cidade de Erechim, no estado do Rio Grande do Sul. Tem sua fundação datada de 18 de agosto de 1924, ocorrida após uma discussão que sucedeu ao confronto entre Ítalo-Brasileiro e Douradense. O primeiro jogo oficial foi disputado um mês após o início das atividades no clube, tendo sido um triunfo pelo placar de 1–0 contra o próprio Ítalo-Brasileiro, fato que acompanhou a criação da primeira torcida organizada do clube, conhecida por "As Legionárias".
A equipe do Ypiranga conquistou seu primeiro troféu no ano de 1928 ao vencer o extinto Campeonato Citadino de Erechim.[carece de fontes?] A primeira conquista a nível estadual ocorreu em 1950, com o título do Campeonato Gaúcho de Futebol Amador,  estabelecendo assim uma expansão da marca do clube para todo o estado.[carece de fontes?] A partir daquele ano, a equipe começou a disputar a Segunda Divisão do Campeonato Gaúcho, no qual protagonizou o clássico conhecido como "Atlanga", juntamente com o Clube Esportivo e Recreativo Atlântico, rival da cidade erechinense. No ano de 1964, iniciou-se a construção do seu estádio próprio, denominado como Estádio Colosso da Lagoa, tendo sido concluído em setembro de 1970 e inaugurado num confronto entre Grêmio e Santos.
No ano de 1967, o Ypiranga conquistou o título da Divisão de Acesso do Campeonato Gaúcho, permitindo ao mesmo disputar pela primeira vez a Divisão Principal do certame.[carece de fontes?] A equipe manteve-se em tal patamar ao longo da década de 1970, enfrentando graves crises nos anos posteriores, que culminariam em novos rebaixamentos e acessos. As atividades do clube foram encerradas no ano de 2003 por problemas financeiros, tendo sido reativadas em 2005 após uma parceria com uma instituição de ensino, acarretando no título da divisão de acesso de 2008 e no vice-campeonato da Copa FGF de 2009.
Em 2015, o Ypiranga chegou às semifinais do Série D do Campeonato Brasileiro, garantindo-lhe vaga para disputar a Série C de 2016. Além de participar deste torneio, o clube chegou à terceira fase da Copa do Brasil. Em 2019, conquistou pela quinta vez a Divisão de Acesso do Campeonato Gaúcho, e alcançou a segunda fase da Série C, sendo eliminado pelo Confiança no jogo decisivo.
Atualmente, o Ypiranga disputa a primeira divisão do Campeonato Gaúcho e a terceira divisão do Campeonato Brasileiro. Após ascender à Série C do Brasileirão em 2016, o clube jamais foi rebaixado, fazendo, assim, parte da seleta lista de times brasileiros que nunca foram rebaixados por nenhuma das divisões nacionais do Brasileirão.

## História

### Fundação e anos iniciais (1924–1965)
No dia 17 de agosto de 1924, a cidade de Erechim - conhecida na época como Boa Vista do Erechim - recebeu um confronto entre os times do Sport Club Ítalo-Brasileiro, única equipe da cidade no momento, e o Douradense, que pertencia à comunidade vizinha chamada Dourado. Após o jogo ter sido realizado na área que atualmente compreende a Praça Júlio de Castilhos, no centro do município, ocorreu uma briga generalizada entre jogadores, torcedores e dirigentes, motivada pelo fato de alguns torcedores recém-chegados à Erechim manifestarem apoio à equipe do Douradense. No dia seguinte, um grupo de entusiastas do futebol reuniu-se no Hotel Lourenço Antunes de Oliveira e decidiram pela criação de um novo clube para fazer frente ao Ítalo-Brasileiro, denominado  Ypiranga Futebol Clube, como uma forma de homenagem à Independência do Brasil, ocorrida às margens do Rio Ipiranga. As cores escolhidas para identificarem a equipe - sendo estas o verde e o amarelo - e a ave canário como mascote também serviram em referência à pátria. Segundo o site oficial da equipe, os fundadores do clube são Arthur Incerti, Favorino Pinto, Ercilia Di Francesco Amorim, Fioravante Tagliari, Florêncio Antunes de Oliveira, Francisco de Oliveira Dias, Heraclides Franco, Jacinto Godoy, João Antonio Sírtoli, João Magnabosco, João Reis Solon, João Vitorino dos Reis, José Maria de Amorim, Lizandro Araújo, Nilo Amorim, Otto Feldmann, Paulo Damasceno Ferreira, Sigismundo Pllak, Sebastião César, Silvestre Péricles Monteiro, Simão Vasconcelos de Souza, Themistocles Ochoa, Theodoro Tedesco e Vitório Alovise.
Um mês e dois dias após a sua fundação, em 20 de setembro de 1924, o Ypiranga disputou o seu primeiro jogo oficial, justamente contra o Ítalo-Brasileiro, resultando em um triunfo por 1–0; grande parte dos atletas ypiranguistas fizeram parte do grupo fundador da equipe. No mesmo ano, deu-se início à primeira torcida organizada do clube, conhecida como "As Legionárias", formada unicamente por mulheres que se destinavam a vender botões de rosa na frente do estádio com a finalidade de ajudar financeiramente, contribuindo para o pagamento do salário dos atletas. O espaço escolhido enquanto mandante das partidas foi um campo localizado no bairro Ipiranga, conhecido como Estádio da Montanha. A sede do Ypiranga foi inaugurada em 1933 e se localizava na Rua Alemanha, uma das mais tradicionais da cidade, porém acabou sendo destruída por um incêndio na década de 1950 e perdeu-se grande parte dos arquivos históricos e registros do clube daquela época.
No ano de 1928, foi composto o hino do Ypiranga, com letra de Péricles de Góis Monteiro e música de Ricardo Kreische, enfatizando o desejo pela vitória e destacando o apoio da torcida "As Legionárias", no trecho Eia, vamos gentis torcedoras / Para a glória da nossa esperança. Como ainda era uma equipe amadora, o único campeonato em que a equipe do Ypiranga estava apta a disputar no momento era o Campeonato Citadino de Erechim, na qual foi vencedora da edição de 1928, ao derrotar o próprio Ítalo-Brasileiro na final. A equipe ainda foi campeã da competição nas edições de 1945, 1949, 1950, 1951, 1952 e 1953.[carece de fontes?]

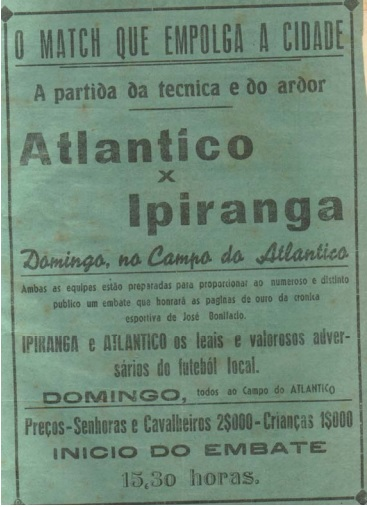
Cartaz anunciando um confronto entre as equipes do Ypiranga e do Atlântico em 1939

Após dar início ao departamento de futebol em 1937, o Clube Esportivo e Recreativo Atlântico tornou-se o principal rival do Ypiranga por quarenta anos, até o encerramento das atividades deste em 1977. O clássico entre as equipes, conhecido municipalmente como "Atlanga", foi julgado como o maior da Região do Alto Uruguai. Os confrontos entre as agremiações eram considerados os maiores marcos esportivos da época, sendo alvos de divulgação através de cartazes nas vias, sendo inicialmente realizados no estádio do Ypiranga com o objetivo de maior lucro financeiro. A diferença entre a qualidade técnica dos dois times comparada a dos outros participantes do campeonato citadino foram alvos de debates dos jornais da época.
Em 1950, o Ypiranga obteve o título do Campeonato Gaúcho de Futebol Amador, sendo que o triangular final da competição foi disputado em Erechim. O título veio com uma vitória sobre o Aimoré, de São Leopoldo, por 2–0. A conquista deu à equipe o direito de disputar a Segunda Divisão do Campeonato Gaúcho, mesmo como um time amador, tendo estreado na edição de 1952, na qual chegou até a segunda fase. Após o encerramento do campeonato municipal, o Ypiranga se restringiu a disputar a competição estadual durante os anos iniciais da década de 1950 e os meados da década de 1960, sendo que não conseguiu o acesso enquanto não era uma equipe de caráter profissional.[carece de fontes?]

### Profissionalização e campeonatos estaduais (1965–2003)
Após ter conquistado por sete oportunidades o Campeonato Citadino de Erechim e por uma o Campeonato Gaúcho de Futebol Amador, o Ypiranga tornou-se um clube profissional em 1965, momento em que disputava a segunda divisão do campeonato gaúcho, na qual encerrou aquela edição na quarta posição da fase classificatória e não seguiu adiante para a próxima fase. Em 1967, o Ypiranga sagrou-se campeão da segunda divisão estadual, vencendo o hexagonal final com cinco vitórias e três empates em nove jogos. Como resultado da conquista do seu primeiro título de caráter profissional, o time foi promovido à Primeira Divisão de 1968, juntamente com o São Paulo de Rio Grande. Neste mesmo ano, a equipe disputou a Copa Aneron Corrêa da Silveira, que contava com a participação de times do interior do Rio Grande do Sul. Após a equipe ter encerrado tanto a primeira quanto a segunda fase na liderança das chaves, o torneio foi cancelado por motivos judiciais, impedindo a equipe de disputar a final contra o Santa Cruz.[carece de fontes?]
A participação inédita da equipe erechinense na primeira divisão do futebol gaúcho em 1968 foi regular, encerrando a fase classificatória na sexta posição, sem correr riscos de rebaixamento. A partir de 1970, já com o Estádio Colosso da Lagoa em pleno funcionamento, o Ypiranga participou da Copa Governador do Estado do Rio Grande do Sul, que tinha como propósito manter o departamento de futebol dos clubes do interior gaúcho ativos após o término do Gauchão. O melhor desempenho ocorreu na edição de 1973, na qual conseguiu encerrar a fase final na oitava colocação. O Ypiranga manteve um desempenho regular no Campeonato Gaúcho durante a década de 1970, envolvendo-se em disputas na zona inferior para evitar o rebaixamento, o qual foi efetivado na edição de 1977, com a penúltima posição na Chave B. O clube retornou às disputas estaduais apenas cinco anos subsequentes ao rebaixamento, disputando a segunda divisão de 1982.[carece de fontes?]
No ano em que completava sua oitava participação consecutiva na Segunda Divisão estadual, o Ypiranga tornou-se campeão da edição de 1989 e como consequência obteve seu retorno à Primeira Divisão após treze anos. Na participação do seu retorno, em 1990, o time encerrou a primeira fase como o quarto melhor colocado juntamente ao Juventude. Para estabelecer um desempate e uma vaga no quadrangular final, realizou-se um jogo extra, o qual foi vencido pela equipe caxiense por 1–0. Em 1991, a agremiação erechinense encerrou na quarta posição do seu grupo, no entanto, acabou por não obter classificação para a fase final por não estar entre as oito melhores campanhas. No semestre final daquele ano, a Federação Gaúcha de Futebol optou por reativar a Copa Governador do Estado, na qual o Ypiranga chegou ao quadrangular final com Internacional, Caxias e Guarani-VA, encerrando na terceira posição. No início de 1992, o Ypiranga participou da Copa Cléber Furtado, na qual conquistou o vice-campeonato ao ser derrotado na final pelo Brasil de Pelotas; a boa campanha, no entanto, não foi repetida no Gaúcho, na qual não obteve índice classificatório necessário para avançar à fase seguinte.[carece de fontes?]

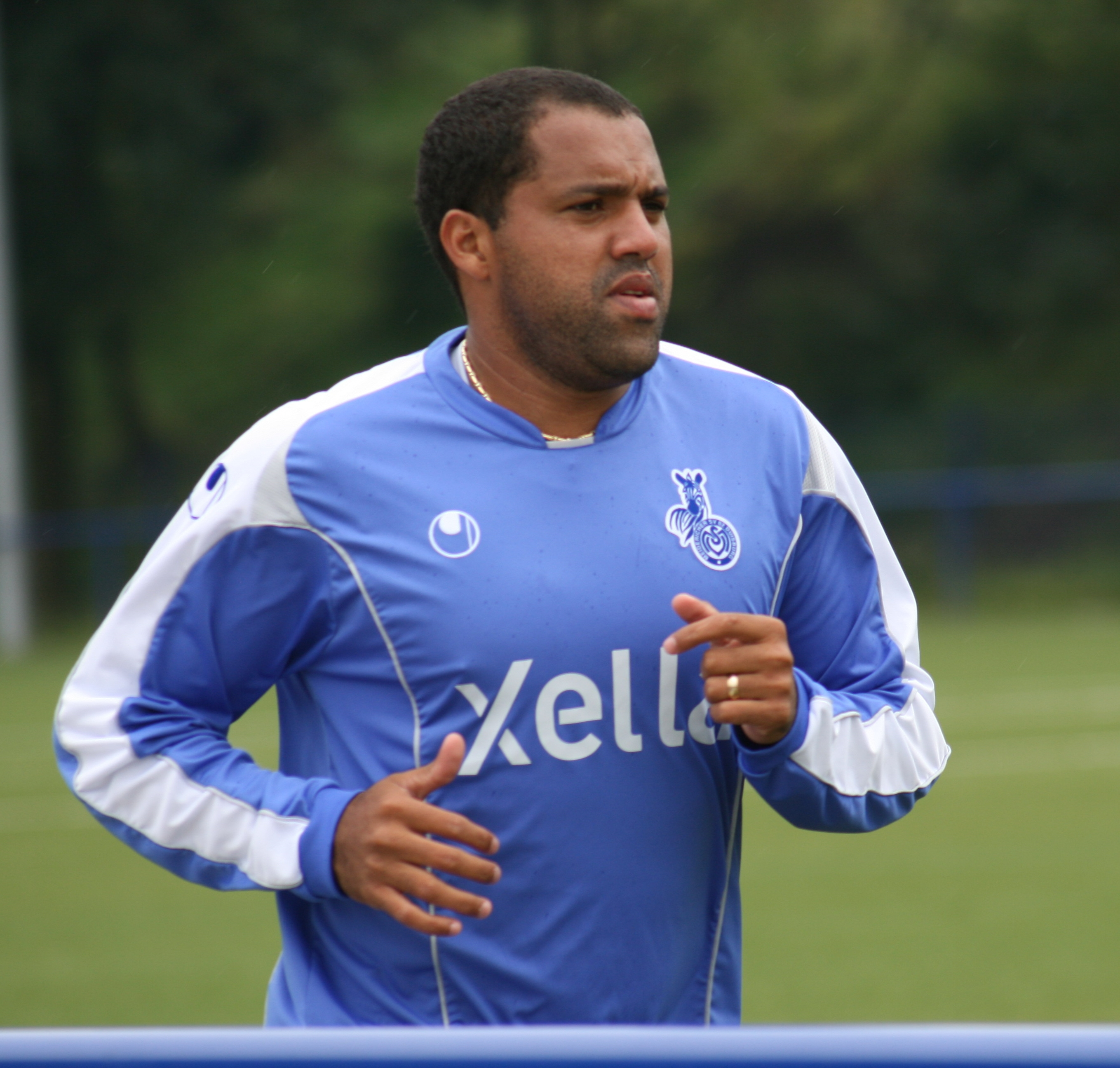
Atacante Aílton (foto) foi artilheiro do Campeonato Gaúcho de 1995 pelo Ypiranga

Após ter ficado de fora do octogonal final do Campeonato Gaúcho de Futebol de 1993 por motivos desconhecidos, o Ypiranga realizou a melhor campanha de sua história na competição em 1994, obtendo a terceira colocação geral e fazendo do atacante Paulo Gaúcho o artilheiro da competição com 24 gols.[carece de fontes?] A mesma fórmula do goleador repetiu-se na edição seguinte, com Aílton marcando 16 gols, ajudando a equipe a encerrar na quinta colocação. Após o Campeonato Gaúcho, o Ypiranga participou de sua primeira competição nacional, na qual disputou o Campeonato Brasileiro de Futebol de 1995 - Série C. Ao conseguir avançar da primeira fase, composta pelas equipes da Chapecoense e do Cascavel, a equipe erechinense foi para a fase de mata-mata, na qual acabou eliminada após perder para o Juventus por 2–0 e 2–1.
Pelo terceiro ano seguido, o Ypiranga seria detentor do jogador artilheiro do Campeonato Gaúcho. Desta vez, Sandro Pires fez 12 gols em 1996, em uma campanha na qual o time novamente alcançou o octagonal final.[carece de fontes?] Em junho de 1997, foi noticiado pela Revista Placar que o Ypiranga estava entrando em um acordo com o empresário espanhol José Luiz Minguella, dono dos passes dos jogadores Paulo Nunes e Gamarra, e correspondente do FC Barcelona. A negociação consistia no envio de 20 mil reais por mês para o clube em troca de 40% do passe de jogadores formados para o mercado europeu; no entanto, ela acabou não se concretizando devido aos resultados insatisfatórios do time naquele ano. Após ser eliminado na primeira fase nas duas edições seguintes do Campeonato Gaúcho, a equipe foi rebaixada pela segunda vez em 1999, ao terminar em último lugar um quadrangular de repescagem. O desempenho insatisfatório nas edições da segunda divisão agravados aos problemas financeiros contribuíram para o encerramento das atividades do Ypiranga após a segunda divisão de 2003. A pior campanha da história da equipe, com uma vitória em dez jogos e a última colocação na repescagem seria suficiente para a rebaixar para a terceira divisão de 2003, a qual foi cancelada.[carece de fontes?]

### Revitalização e campanhas de destaque (2003–2009)
O Ypiranga encerrou suas atividades por problemas financeiros em 2003, devido à dívidas de alto cacife, fato agravado com o rebaixamento na segunda divisão do campeonato gaúcho. O nome do clube se fez presente no meio jurídico durante o decorrer deste ano, envolvido em negociações com credores e audiências públicas, que resultaram no leilão de parte do patrimônio do clube e no abandono do estádio Colosso da Lagoa. Em setembro daquele ano, o clube então fechou uma parceria com o Instituto Anglicano Barão do Rio Branco, pertencente à Igreja Anglicana, revivendo o nome do Ypiranga, para inicialmente servir como um centro de treinamento para os atletas do Barão. O diretor do Instituto Barão do Rio Branco na época, Valério Schillo, considerado como o principal representante da revitalização do clube, assumiu o cargo de presidente do clube até o seu falecimento, em 2008. Schillo tornou-se uma referência na cidade erechinense, recebendo um busto com sua face no chamado Largo Valério Schillo na praça central da cidade, devido à importância que representou para a esfera esportiva do município.
Em 2004, o Ypiranga retornou às competições juvenis, e no ano seguinte, aos juniores. O ressurgimento de uma equipe profissional foi se concretizando com a reforma do estádio Colosso da Lagoa, a criação de uma torcida organizada conhecida como "Mancha do Ypiranga", a contratação do treinador Paulo Sérgio Poletto, e o trabalho voluntário de profissionais como médicos e fisioterapeutas. Schillo anunciou no final daquela temporada que o Ypiranga voltaria a disputar uma competição profissional em 2006, na qual acabou sendo goleado pelo placar de 4–0 na primeira partida oficial, contra a equipe B do Sport Club Internacional. No final do referido ano, o Ypiranga foi à cidade de São Gabriel e conquistou o "Torneio Internacional de São Gabriel". A participação na Copa FGF de 2007 rendeu ao Ypiranga a terceira posição e a artilharia do campeonato, com Éder Machado, autor de 10 gols.

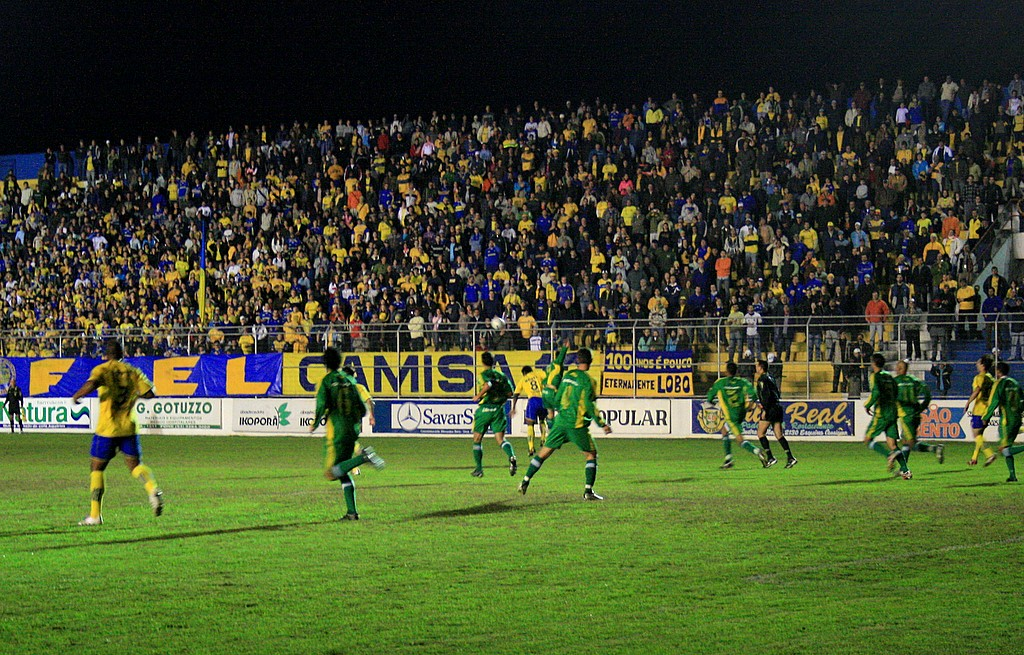
Partida entre Ypiranga e Pelotas no Estádio Boca do Lobo, válida pela segunda divisão de 2008 do campeonato gaúcho

Após alcançar o octogonal final do segunda divisão do campeonato gaúcho de 2007 e ficar próximo de ser promovido à Primeira Divisão novamente, o retorno do clube foi consolidado no ano seguinte, após uma vitória sobre o Brasil de Farroupilha pelo placar de 2–0, em um jogo que recebeu um público estimado em vinte mil pessoas, sendo o maior da história da competição. Após desperdiçar a chance de conquistar o título antecipado em um confronto com o Três Passos, o Ypiranga sagrou-se vencedor da Segunda Divisão após uma vitória por 2–1 no último jogo contra o Guarani de Venâncio Aires, com um gol marcado aos 47 minutos do segundo tempo por Anderson Catatau. Entre os jogadores de maior destaque na competição estavam o zagueiro Baggio, os volantes Márcio Oldra e Pavão, o meia Maicon Sapucaia e o atacante Vágner - goleador do campeonato, além do treinador Tonho Gil.
Conquistado o acesso para o direito da disputa do Campeonato Gaúcho de 2009, o Ypiranga surpreendeu e realizou uma campanha consistente que lhe rendeu duas partidas válidas pelo título de Campeão do Interior, contra o Caxias, na qual novamente tornou-se campeão, após uma derrota por 3–2 em Caxias do Sul e um triunfo por 1–0 em Erechim. A terceira posição na classificação geral e a conquista da taça rendeu ao clube uma vaga para a disputa da inaugural Série D do Campeonato Brasileiro, na qual não conseguiu avançar da primeira fase após ter grande parte do seu elenco desmanchado. A equipe não repetiu os bons resultados na competição nacional e foi eliminada em um grupo composto por Chapecoense, Londrina e Naviraiense. No final daquele ano, o time disputou a Copa Arthur Dallegrave, na qual conseguiu chegar à decisão, sendo derrotado pelo Inter B nas duas partidas pelo placar de 1–0.

### Ascensão e participação em competições nacionais (2010–presente)
A boa campanha no Campeonato Gaúcho de 2009 rendeu ao Ypiranga o direito de participar pela primeira vez da Copa do Brasil na edição de 2010, considerada na época a maior partida da história do clube. No entanto, uma derrota em casa pelo placar de 3–0 para o Avaí custou a eliminação precoce da equipe, apenas com uma partida disputada. Comandada pelo treinador Agenor Piccinin no Campeonato Gaúcho de 2010, o Ypiranga fez uma campanha mediana, terminando a segunda fase na quarta posição, conseguindo o direito de disputar a fase eliminatória, na qual derrotou o Caxias nos pênaltis e acabou eliminado pelo Internacional pelo placar de 2–0. O clube retornou às atividades em 2011, no qual novamente participou de um jogo da Copa do Brasil, concedida pelo vice-campeonato da Copa FGF no ano retrasado. A derrota por 1–0 no jogo de ida para o Coritiba possibilitou ao time erechinense a chance de disputar a partida de volta em Curitiba, a qual acabou sofrenfdo um revés de 2–0 e foi novamente eliminado na primeira fase. O Ypiranga manteve-se constante no Campeonato Gaúcho de 2011, mas foi eliminado nas duas fases pelo Grêmio; na primeira, uma derrota por 5–0 no Estádio Olímpico Monumental, e na segunda, uma derrota nos pênaltis no Colosso da Lagoa após empate em 1–1 no tempo normal.
O ano de 2012 marcou a chegada do treinador Leocir Dall'Astra para a equipe erechinense, com a missão de substituir Karmino Colombini, que havia desempenhando resultados desfavoráveis no Campeonato Gaúcho de 2012. Apesar da reabilitação alcançada na segunda fase do torneio, esta não foi suficiente para a equipe, que amargou a última posição do campeonato e novamente foi rebaixada à Segunda Divisão estadual. A direção optou por manter o técnico no cargo, que disputou a divisão de acesso de 2013, finalizando a primeira fase classificatória na quinta posição e não obtendo vaga na fase eliminatória; e na segunda, sendo derrotado nas semifinais pelo Aimoré. O ano de 2014 foi marcado pela conquista da divisão de acesso, marcando o retorno à Primeira Divisão estadual. Uma vitória na final do primeiro turno perante o Brasil de Farroupilha por 2–0 - curiosamente o mesmo adversário do acesso de 2008 - já garantiu a equipe na elite do futebol gaúcho. Na final entre os vencedores de ambos os turnos, a dupla vitória da equipe erechinense por 1–0 e 4–1 sobre o Avenida garantiu o quarto troféu da competição.

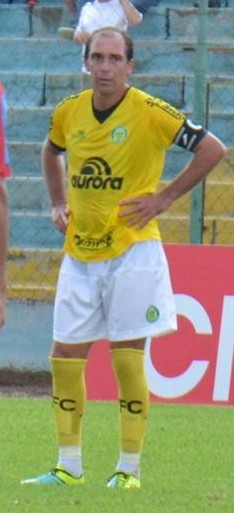
Paulo Baier em cobrança de falta durante jogo contra o União Frederiquense válido pelo Campeonato Gaúcho de 2015

No retorno da equipe à elite do Campeonato Gaúcho, o Ypiranga anunciou a contratação do meia-campista Paulo Baier para a disputa da competição, causando alvoroço e expectativa no município. A terceira posição na classificação geral do turno único rendeu a equipe o direito de disputar as quartas-de-final no Colosso da Lagoa contra o time do Juventude, na qual foi surpreendido e eliminado com o revés de 2–0. A boa e surpreendente campanha reservou a disputa da Série D do Campeonato Brasileiro pela segunda vez na sua história. Ainda sob o comando de Leocir Dall'Astra, a equipe terminou a primeira fase da competição na liderança do grupo, com uma campanha de cinco vitórias em oito partidas, sendo três delas fora de casa. Após eliminar o Rio Branco nas oitavas-de-final com dois triunfos (1–0 e 3–0), a equipe erechinense dependia apenas de uma vitória perante a Caldense nas quartas-de-final para selar uma classificação à Série C. Após um empate em 1–1 em ambos os jogos, o Ypiranga venceu as cobranças de pênaltis por 4–3 e garantiu o marco mais importante da sua história com o acesso à terceira divisão. O clube ainda possuía a chance de se sagrar vencedor da competição, porém foi eliminado nas semifinais nas cobranças de pênaltis diante do River por 5–4, após duas vitórias por 2–0 de cada equipe. Tal desempenho fez com o que o Ypiranga subisse 68 posições no Ranking da CBF, encerrando o ano na 113ª colocação, com quatrocentos pontos.
A renovação do contrato do treinador Leocir Dall'Astra em 2016 fez com que ele se tornasse o treinador com mais tempo à frente de um clube brasileiro, com permanência superior a 4 anos, apesar de receber sondagens de clubes como o Internacional. No Campeonato Gaúcho de 2016, o Ypiranga novamente encerrou a fase classificatória em quinto lugar, mas uma derrota por 4–1 novamente frente ao Juventude custou a eliminação precoce do clube da competição. O time estreou na Série C no mês seguinte, empatando com o próprio Juventude em Caxias do Sul pelo placar de 1–1. A primeira vitória no campeonato ocorreu na segunda rodada, triunfando contra o Botafogo de Ribeirão Preto pelo placar de 2–1. Pela terceira vez na sua história, se classificou para a disputa da Copa do Brasil, surpreendendo e avançando à primeira fase após um triunfo de 2–0 em Goiânia frente à equipe do Atlético Goianiense. Na segunda fase, a equipe novamente conseguiu uma classificação, após derrotar a Aparecidense no placar agregado de 4–3. Ao chegar à terceira fase, o Ypiranga enfrenta a equipe do Fluminense Football Club. O primeiro confronto entre ambos foi realizado em Volta Redonda, no qual ocorreu um empate em 1–1, com gol marcado pelo atacante João Paulo. Na partida de volta, o Fluminense foi vitorioso, triunfando por 2–0 e encerrando a melhor participação da equipe gaúcha no torneio. Após encerrar a participação na Série C na décima posição geral, o Ypiranga conquistou o vice-campeonato da Copa Larry Pinto de Faria, ao ser derrotado na final pelo Caxias; apesar disto, a equipe avançou para disputar o quadrangular final da Super Copa Gaúcha de 2016, na qual sagrou-se vice-campeão, sofrendo um revés do Internacional. Com o resultado, a equipe recebeu o direito de disputar a Copa do Brasil de Futebol de 2017, sendo que foi eliminado pelo PSTC na primeira fase por 2–1; e da Recopa Gaúcha de 2017, na qual ficou com o vice-campeonato ao ser derrotado por 4–3 nos pênaltis para o Internacional após empate em 1–1 no tempo normal. Foi rebaixado para a Divisão de Acesso de 2018 juntamente ao Passo Fundo; enquanto na Série C do Campeonato Brasileiro encerrou na sétima posição do seu grupo.
O clube sagrou-se campeão da Divisão de Acesso de 2019 ao derrotar o Esportivo na final em dois jogos com resultado de 2-1, tanto no Colosso da Lagoa, quanto na Estádio Montanha dos Vinhedos, conquistando o acesso para a Série A de 2020 e tornando-se o maior campeão da história da competição, com cinco triunfos. Obteve o seu melhor desempenho, até então, na Série C, quando encerrou a primeira fase na primeira colocação do Grupo A. Nas quartas-de-final, enfrentou a equipe sergipana do Confiança, onde acabou sendo derrotada por 1-0 na partida de ida, em Aracaju. No jogo de volta, com o Estádio Colosso da Lagoa lotado, o Ypiranga saiu na frente no primeiro tempo e estava levando a decisão do acesso à Série B para os pênaltis, porém, um gol de Vinícius Simon aos 43 minutos deu o empate e a classificação para a Série B de 2020 para a equipe visitante.
Na edição de 2020 da Série C do Campeonato Brasileiro, novamente encerrou a primeira fase como líder do grupo, com 31 pontos. Com a mudança na fórmula de disputa da competição, a equipe está em um quadrangular juntamente com Paysandu, Londrina e Remo, onde as duas melhores equipes conquistaram o acesso à Série B de 2021. O Ypiranga chegou na sexta e última rodada do quadrangular com chances de classificação à Série B, vencendo o Paysandu por 1-0, entretanto, um gol contra de Alemão, do Remo, favoreceu o Londrina e deu a vaga para a equipe paranaense.

## Torcida

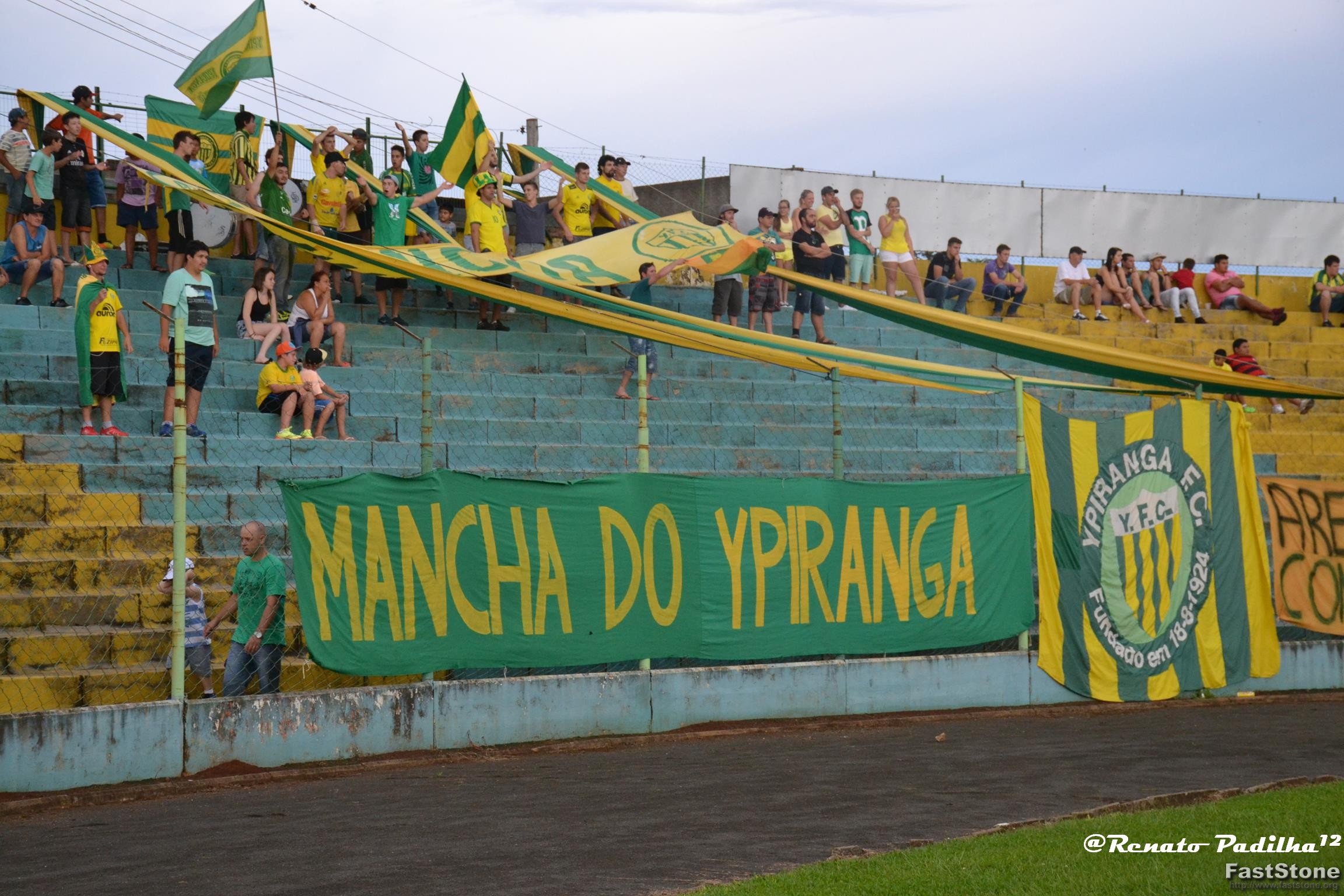
Torcida Mancha do Ypiranga, em fevereiro de 2010.

Conforme citado anteriormente, a torcida "As Legionárias" foi a primeira torcida organizada na história do clube, composta por mulheres que vendiam botões de rosa para ajudar financeiramente ao clube. A curiosidade referente a esta torcida diz respeito a existência de uma rainha, que era escolhida para liderar a torcida e ser a divulgadora da marca do Ypiranga. Não há registros sobre a sua data de encerramento.
No final da década de 1980, houve o surgimento de uma nova torcida organizada, conhecida como "Torcida Organizada do Ypiranga" (TOY), a qual existiu até 2008. Por volta deste período, criou-se a "Mancha do Ypiranga", a qual sempre se localizava atrás da baliza do goleiro próxima ao portão de entrada, e ficou conhecida por incentivar o clube com cânticos próprios durante os noventa minutos das partidas. Através desta torcida, implantou-se no estádio uma filosofia chamada "anti Grenal", que reprovava os espectadores que vinham ao estádio com camisas do Grêmio e do Internacional para assistir aos jogos do Ypiranga.
Em 2015, a Mancha do Ypiranga deixou de existir e alguns de seus membros participaram da criação da torcida "Los Imigrantes 1924", que perdura atualmente como a única torcida organizada do clube. A torcida também compartilha da mesma ideia da Mancha, enfatizando o apreço do público erechinense pelo clube, a participação do comércio como um meio de auxílio, e a ida dos torcedores ao Colosso da Lagoa com as cores verde e amarelo.

## Rivalidades
A maior rivalidade da história do Ypiranga foi o embate local contra o Atlântico, em um clássico conhecido como "Atlanga". O primeiro confronto foi realizado no dia 5 de setembro de 1937, em uma partida válida pelo Campeonato Citadino de Erechim, vencida pela equipe do Atlântico pelo placar de 2–1.[carece de fontes?] Como o Ypiranga havia derrotado o 14 de Julho no jogo anterior, as duas equipes fizeram a final do campeonato, com o Atlântico triunfando novamente, desta vez por 3–1. A primeira vitória do Ypiranga decorreu na edição do ano seguinte, pelo placar de 2–1.[carece de fontes?] A imprensa erechinense noticia que um dos clássicos mais memoráveis entre as equipes ocorreu em 12 de novembro de 1961, no qual o Atlântico venceu o Ypiranga de virada por 2–1 com oito jogadores em campo. O jogador Índio, autor do gol da vitória no referido jogo, é considerado o destaque rubro-verde do confronto; pelo lado do Ypiranga, o atacante Pedruca é lembrado como um dos maiores artilheiros.
A única vez em que o clássico foi disputado em uma competição da Federação Gaúcha de Futebol foi durante o Campeonato Gaúcho de 1971, no qual o Ypiranga venceu pelo placar de 2–0.[carece de fontes?] O último Atlanga foi realizado no dia 25 de novembro de 1976, no estádio Colosso da Lagoa, vencido pelo Atlântico por 3–1; em janeiro do ano seguinte, o Atlântico encerrou o departamento de futebol profissional. Em agosto de 1981, as equipes voltaram a se encontrar no Campeonato Regional Cinquentenário de Carazinho, mas desta vez com o Atlântico formado por atletas amadores; a partida encerrou em 0–0.
Devido à proximidade com a cidade de Passo Fundo, o principal clássico regional acontece com a equipe do Esporte Clube Passo Fundo. O primeiro jogo entre ambos ocorreu pela segunda divisão do campeonato gaúcho de 1986, vencido pelo Ypiranga em Erechim pelo placar de 1–0.[carece de fontes?] Vários jogos foram disputados pelas competições estaduais de primeiro e segundo níveis, tendo o último confronto sido realizado na primeira rodada do Campeonato Gaúcho de 2016, no qual o Ypiranga goleou o adversário pelo placar de 4–0.

## Estádios

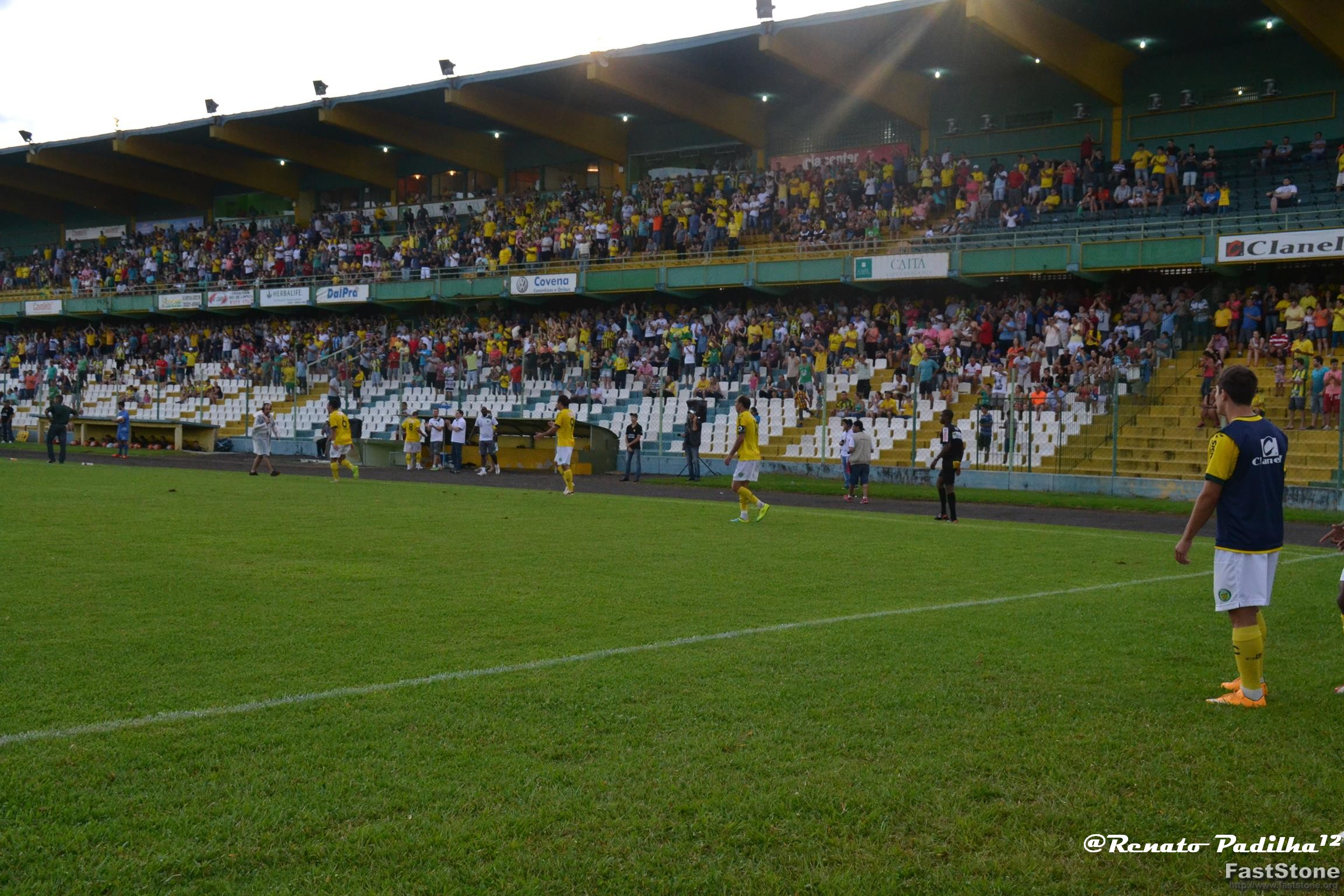
Estádio Olímpico Colosso da Lagoa em uma partida do Ypiranga

Desde o início das suas atividades no departamento de futebol, em 1924, o Ypiranga disputava suas partidas em um estádio conhecido como "Estádio da Montanha", localizado na Rua Bento Gonçalves, bairro Ipiranga, em um campo que deteriorou-se com o passar dos tempos e foi abandonado. Naquele período, a sede do clube ficava na Rua Alemanha, no centro da cidade.
Após receber o apoio do então presidente do clube em 1964, Oscar Abal, deu-se início à ideia da construção de um estádio próprio, em um terreno que possuía ao redor uma lagoa e uma pedreira. Em 1967 deu-se abertura às obras da construção de um estádio próprio do Ypiranga, localizado na Avenida Sete de Setembro, considerada uma das vias mais tradicionais da cidade. O empreendimento só tornou-se viável devido à venda de títulos patrimoniais e com o sorteio de automóveis e eletrodomésticos, em um momento em que o clube chegou a ter 50 mil associados patrimoniais, inclusive no exterior. Com a decisão tomada, tornou-se necessária ainda a venda e a subsequente demolição do Estádio da Montanha para arcar com os gastos financeiros da construção do estádio próprio.
O estádio foi denominado como Estádio Olímpico Colosso da Lagoa e sua inauguração oficial deu-se em 2 de setembro de 1970, com a realização de um torneio amistoso envolvendo as equipes do Grêmio, Santos, Botafogo, Internacional, Cruzeiro, Independiente, Esportivo, Atlântico e Ta-Guá, além da própria equipe do Ypiranga. A primeira partida oficial foi entre as representações do Grêmio e do Santos, vencida pela equipe paulista pelo placar de 2–0. O gol inaugural do estádio foi marcado pelo jogador Pelé, sendo este o tento de número 1 040 na carreira do atacante e recebendo uma placa de bronze da Rádio Tupi em homenagem pelo feito. A primeira partida do Ypiranga ocorreu uma semana após, em um triunfo pelo mesmo torneio amistoso por 3–2 sobre a equipe do Esportivo.
A partida com o maior número de espectadores na história do estádio ocorreu durante o Campeonato Gaúcho de 1974, na qual o Ypiranga foi derrotado pelo placar de 2–0 perante ao Internacional. Decorrido no dia 18 de agosto, o jogo marcava a comemoração de 50 anos do aniversário do Canarinho e recebeu cerca de 25 000 pessoas. O primeiro confronto entre as equipes de Grêmio e Internacional no estádio ocorreu em um amistoso em 1992, terminando em um empate por 0–0. Devido à capacidade do estádio, bem como a qualidade nos sistemas de iluminação, comunicação e vestiários, a Federação Gaúcha de Futebol optou por realizar mais três edições do clássico Grenal no estádio. A primeira, que ocorreu em 2009, foi vencida pelo Internacional pelo placar de 1–0. As outras duas partidas foram realizadas nas edições de 2010 e 2013 do Campeonato Gaúcho, ambas vencidas pelo Internacional pelo placar de 2–1.
A capacidade do estádio Colosso da Lagoa, no momento da sua construção, era de 30 000 pessoas. No entanto, com as padronizações do futebol a fim de evitar problemas causados por superlotações, sua capacidade máxima foi reduzida para 22 000 espectadores. Tal redução também é devida à implantação de duas mil cadeiras brancas em um setor das arquibancadas, as quais são oriundas do Estádio Beira-Rio, que não seriam mais utilizadas após a reforma feita para a Copa do Mundo FIFA de 2014. Apesar da redução da capacidade em cerca de oito mil lugares, o Colosso da Lagoa é o quarto estádio em número de espectadores no Rio Grande do Sul, sendo o maior do interior e permanecendo atrás apenas do Beira-Rio, da Arena do Grêmio e do Estádio Olímpico Monumental. As dimensões do estádio são de 110 x 76 m, considerado um dos maiores campos em dimensão do futebol brasileiro. Em 2015 houve a construção de uma bola estática na frente do portão de entrada do estádio, com a dimensão de 3,5 metros de diâmetro; ao superar a do Estádio Mané Garrincha, com 2,2 metros de diâmetro, tornou-se a maior do mundo neste quesito.

## Títulos
| ESTADUAIS  | ESTADUAIS                      | ESTADUAIS | ESTADUAIS                                       |
|            | Competição                     | Títulos   | Temporadas                                      |
| ---------- | ------------------------------ | --------- | ----------------------------------------------- |
|            | Campeonato Gaúcho - 2ª Divisão | 5         | 1967, 1989, 2008, 2014 e 2019                   |
|            | Taça Farroupilha               | 1         | 2025                                            |
|            | Campeonato do Interior Gaúcho  | 2         | 2009 e 2023                                     |
| MUNICIPAIS |                                |           |                                                 |
|            | Competição                     | Títulos   | Temporadas                                      |
|            | Citadino de Erechim            | 8         | 1928, 1945, 1949, 1950, 1951, 1952, 1953 e 2024 |

### Outras conquistas
- Campeonato Estadual de Amadores: 1950[95]
- Torneio Internacional de São Gabriel: 2006

## Estatísticas

### Participações
|  | Participações em 2025 |

| Competição        | Competição        | Temporadas | Melhor campanha            | Estreia | Última | P | R |
| Rio Grande do Sul | Campeonato Gaúcho | 32         | Vice-campeão (2022)        | 1968    | 2025   |   | 4 |
| Rio Grande do Sul | Divisão de Acesso | 20         | Campeão (5 vezes)          | 1965    | 2019   | 5 | – |
| Rio Grande do Sul | Copa FGF          | 8          | Vice-campeão (2009 e 2024) | 2006    | 2024   |   |   |
| Brasil            | Série C           | 11         | 5º colocado (2021)         | 1995    | 2025   | – | – |
| Brasil            | Série D           | 2          | 4º colocado (2015)         | 2009    | 2015   | 1 |   |
| Brasil            | Copa do Brasil    | 8          | 3ª fase (2016 e 2023)      | 2010    | 2024   |   |   |

### Temporadas
Legenda:
| Campeão Vice-campeão Eliminado na semifinal | Campeão do Interior Campeão e promovido à divisão superior Promovido à divisão superior |

### Retrospecto em competições oficiais
Última atualização: Série C de 2024, 6ª rodada da segunda fase.
| Competição | Competição | Temporadas | Títulos | Pts. | J   | V  | E  | D  | GP  | GC  |
| ---------- | ---------- | ---------- | ------- | ---- | --- | -- | -- | -- | --- | --- |
| Brasil     | Série C    | 10         | —       | 273  | 191 | 72 | 57 | 62 | 250 | 208 |
| Brasil     | Série D    | 2          | —       | 35   | 20  | 10 | 5  | 5  | 24  | 19  |

 Pts Pontos obtidos, J Jogos, V Vitórias, E Empates, D Derrotas, GP Gols Pró e GC Gols Contra

## Diretoria
Segundo o site oficial do clube, os integrantes da diretoria executiva, bem como os chefes responsáveis dos respectivos departamentos, são:
| Cargo                         | Nome                   |
| ----------------------------- | ---------------------- |
| Presidente                    | Adilson Stankiewicz    |
| Vice-Presidente               | José Scussel           |
| Diretor Administrativo        | Gilberto Sanzovo       |
| Diretor de Futebol            | Ricardo Argenta        |
| Diretor de Futebol            | Maurício Detoni        |
| Diretor de Categorias de Base | João Francisco Parenti |
| Diretor de Marketing          | Rodrigo Cecchett       |
| Diretor de Patrimônio         | Gilmar Fiebig Filho    |
| Diretor Médico                | Marcos Busetto         |
| Diretor Jurídico              | Renan Tedesco          |